# Ján Valentini
Ján Valentini (Valentiny, Valentinyi; 10. listopadu 1756, Turčiansky Michal – 4. dubna 1812, Kláštor pod Znievom) byl slovenský římskokatolický kněz, básník, historik, přírodovědec.

## Životopis
Jeho rodiči byli Ján Valentini a Žofie Valentiniová. V letech 1776 - 1782 studoval filozofii a teologii na gymnáziu a v kněžském semináři v Budíně, roku 1782 byl vysvěcen na kněze. Roku 1782 sloužil jako kaplan v Slovenskej Lupči, v letech 1783 - 1787 v Prievidzi, v Bojnicích, od 1787 správce fary, od roku 1788 sloužil jako farář v Klášteře pod Znievom. Příslušník starší generace v bernolákovském hnutí. Autor historické latinské klasistické příležitostné poezie. Zabýval se i balneologií a fyzikou, speciálně elektrostatikou, kterou využíval jako léčitel. Od 1795 byl členem Slovenského učeného tovarišstva a ústřední osobností v jeho pobočném stánku v Banské Bystrici.

## Dílo
- Onomasticon. . . Gabrieli Zerdahelyi Episcopal Neosoliensi, Banská Bystrica roku, 1803
- Elegia salutans ... dnum Josephum regni Hungariae Palatinum. . ., Banská Bystrica, 1806